# Bélizaire e as Crianças Frey
Bélizaire e as Crianças Frey é uma pintura de 1837 atribuída a Jacques Amans. É considerada um raro exemplar de representação naturalista de uma pessoa escravizada. Integra a coleção do Museu Metropolitano de Arte.
A pintura retrata o adolescente escravizado Bélizaire, ao lado dos três filhos do comerciante e banqueiro de Nova Orleans Frederick Frey.
A família de Frey comprou Bélizaire e sua mãe quando Bélizaire tinha seis anos, então acredita-se que ele não era parente dos filhos ou da família. Ele nasceu aproximadamente em 1822 e, portanto, teria cerca de 15 anos quando o quadro foi feito. Mais tarde, o adolescente foi vendido para uma plantação e os pesquisadores não conseguiram determinar o que aconteceu com ele depois de 1860.
Duas das crianças Frey na pintura morreram no mesmo ano em que foi pintada, e a outra não sobreviveu até a idade adulta.

## História

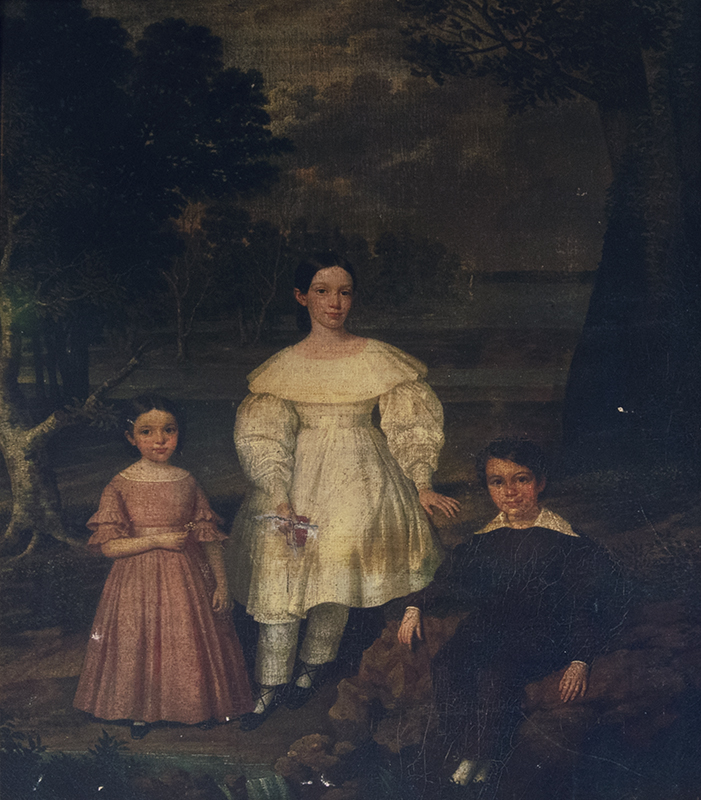
Pintura sem a representação de Bélizaire

Por volta da virada do século 20, um membro da família Frey mandou excluir Bélizaire da pintura. Quando a família a doou ao Museu de Arte de Nova Orleans em 1972, o museu foi informado de que uma pessoa escravizada havia sido obliterada, mas nenhuma ação foi tomada pelo museu.
A pintura foi colocada à venda em 2005, e o comprador solicitou a remoção da camada de pintura feita sobre a representação de Bélizaire.
O colecionador Jeremy K. Simien comprou a pintura em 2021. Simien mandou restaurá-la por Craig Crawford, que removeu a sobrepintura restante. (Crawford já havia restaurado outra pintura de Nova Orleans na qual uma renda havia sido removida porque um restaurador havia determinado incorretamente que a modelo não usaria renda, supostamente por causa de sua raça.) Simien também contratou a historiadora Katy Morlas Shannon para pesquisar a identidade e história de Bélizaire, descobrindo assim sua idade e nome.

## Relevância
A pintura é o “primeiro retrato naturalista de um sujeito negro com nome em uma paisagem sulista” na Ala Americana do Museu Metropolitano. A sua exposição faz parte de uma tendência nacional nos museus e sítios históricos de “abordar a história de escravatura e como... a riqueza [no Sul dos Estados Unidos] foi acumulada”.